# Used to Love
Used to Love is een nummer uit 2019 van de Nederlandse dj Martin Garrix en de Australische zanger Dean Lewis.
Het nummer werd vooral een hit in Garrix' thuisland Nederland, waar het de 12e positie haalde in de Nederlandse Top 40. Het succes van het nummer waaide ook over naar Vlaanderen, waar het de 25e positie behaalde in de Vlaamse Ultratop 50. In Lewis' thuisland Australië moest het nummer echter genoegen nemen met een bescheiden 46e positie.